# Discografia di Jessica Mauboy
La discografia di Jessica Mauboy, una cantante R&B australiana, consiste in tre album (due in studio e uno live) e nove singoli. Jessica si è classificata seconda alla quarta edizione dell'Australian Idol nel 2006 e ha pubblicato a fine anno il suo primo album live, The Journey, agli inizi del 2007. Avendo venduto più di 35 000 copie, The Journey è stato certificato disco d'oro. Nell'autunno del 2008, esce Been Waiting, il secondo album, che riesce a vendere oltre 140 000 copie solo in Australia e viene quindi certificato doppio disco di platino. Due anni dopo, è stato pubblicato Get 'em Girls, il secondo album, certificato disco d'oro.

## Album

### Album in studio
| Album | Classifiche | Certificazioni                              |
| Album | AUS         | Certificazioni                              |
| --- | ----------- | ------------------------------------------- |
| Been Waiting - Pubblicato: 22 novembre 2008 - Etichetta: Sony Music Australia - Formati: CD, download digitale    | 11          | - Australia: 2× Platino (Vendite: 140 000+) |
| Get 'em Girls - Pubblicato: 5 novembre 2010 - Etichetta: Sony Music Australia - Formati: CD, download digitale    | 6           | - Australia: Oro (Vendite: 35 000+)         |
| Beautiful - Pubblicato: 4 ottobre 2013                                                                            | 3           | - Australia: Platino (Vendite: 70 000+)     |
| Hilda - Pubblicato: 18 ottobre 2019 - Etichetta: Sony Music Australia - Formati: CD, download digitale, streaming | 1           |                                             |

### Album dal vivo
| Album | Classifiche | Certificazioni                      |
| Album | AUS         | Certificazioni                      |
| --- | ----------- | ----------------------------------- |
| The Journey - Pubblicazione: 24 febbraio 2007 - Etichetta: Sony Music Australia - Formati: CD, download digitale | 4           | - Australia: Oro (Vendite: 35 000+) |

## Singoli
| Anno | Singolo                            | Classifiche | Classifiche | Certificazioni (Australia) | Album di provenienza |
| Anno | Singolo                            | AUS         | NZL         | Certificazioni (Australia) | Album di provenienza |
| ---- | ---------------------------------- | ----------- | ----------- | -------------------------- | -------------------- |
| 2008 | Running Back (con Flo Rida)        | 3           | —           | 2× Platino                 | Been Waiting         |
| 2008 | Burn                               | 1           | —           | Platino                    | Been Waiting         |
| 2009 | Been Waiting                       | 12          | —           | Oro                        | Been Waiting         |
| 2009 | Because                            | 9           | —           | Oro                        | Been Waiting         |
| 2009 | Up/Down                            | 11          | —           | Oro                        | Been Waiting         |
| 2009 | Let Me Let Be                      | 26          | —           |                            | Been Waiting         |
| 2010 | Get' em Girls (con Snoop Dogg)     | 19          | —           |                            | Get 'em Girls        |
| 2010 | Saturday Night (con Ludacris)      | 7           | —           | 2× Platino                 | Get 'em Girls        |
| 2011 | What Happened to Us (con Jay Sean) | 14          | —           | Platino                    | Get 'em Girls        |
| 2011 | Inescapable                        | 4           | —           | 2× Platino                 | Get 'em Girls        |
| 2011 | Galaxy (con Stan Walker)           | 13          | 38          | Oro                        | Get 'em Girls        |

## Video musicali
| Anno | Titolo              | Regista                   |
| ---- | ------------------- | ------------------------- |
| 2008 | Running Back        | Fin Edquist               |
| 2008 | Burn                | Keir McFarlane            |
| 2009 | Been Waiting        | Keir McFarlane            |
| 2009 | Because             | Mike Corte, David Murrell |
| 2009 | Up/Down             | Sequoia                   |
| 2009 | Let Me Be Me        | Mark Alston               |
| 2010 | Everyone            | Ken Lim                   |
| 2010 | Get 'em Girls       | Hype Williams             |
| 2010 | Saturday Night      | Hype Williams             |
| 2011 | What Happened to Us | Mark Alston               |

## Collaborazioni
- 2015 - Spirit of the Anzacs (Lee Kernaghan feat. Guy Sebastian, Sheppard, Jon Stevens, Jessica Mauboy, Shannon Noll e Megan Washington)